# Mé el Aïn
Mé el Aïn (ماء العين) és una pel·lícula dramàtica de Tunísia escrita i dirigida per Meryam Joobeur, estrenada el 2024. És el primer llargmetratge de la directora.
Coproducció d'empreses franceses, canadenques i tunisianes amb la col·laboració de Noruega, Qatar i Aràbia Saudita, la pel·lícula és protagonitzada per Salha Nasraoui com Aïcha, una dona tunisiana el fill de la qual torna de la lluita a Síria acompanyat d'una dona misteriosa, alhora que es produeixen una sèrie d'estranyes desaparicions a la vila.
El repartiment també inclou Mohamed Grayaâ, Malek Mechergui, Adam Bessa, Dea Liane, Rayen Mechergui i Chaker Mechergui.

## Argument
L'Aishaa viu amb el seu marit Brahim i els seus tres fills en una granja rural a Tunísia. Té somnis profètics que prediuen esdeveniments especials de la seva vida. De fet, els seus fills grans, Medhi i Amine, es van enrolar a la guerra. De sobte, la vida d'Aïcha i Brahim canvia completament. La parella vivia exclusivament per als fills i ara se sent inestable i insegura. Lluiten per donar sentit a aquesta nova realitat dolorosa.
Uns mesos més tard, Mehdi va tornar a casa. Va acompanyat d'una dona embarassada anomenada Reem, que porta un niqab. A Brahim li preocupa el silenci del seu fill i el niqab de Reem. Aisha no està d'acord. Ella dóna la benvinguda a Mehdi i Reem a casa seva. Es compromet a protegir el seu fill i la seva dona embarassada a qualsevol preu. El retorn de Mehdi és el catalitzador d'esdeveniments estranys al poble. L'Aisha està tan centrada en el seu fill que li presta poca atenció a la por creixent que l'envolta. Intenta contrarestar el seu amor matern amb la foscor creixent.

## Repartiment
- Salha Nasraoui : Aicha
- Mohamed Grayaâ : Brahim
- Malek Mechergui : Mehdi
- Adam Bessa : Bilal
- Dea Liane : Reem
- Rayene Mechergui : Adam
- Mariem Jlassi Akkari : Fatma
- Neji Kanaweti : Othmen
- Hélène Catzaras : Moufida
- Noomen Hamda : Combatant Senior
- Chakib Romdhani : Nabil
- Bahri Rahali : Walid
- Imene Ghazouani : Houda

## Producció i distribució
La pel·lícula és una extensió dels temes del curtmetratge del 2018 Brotherhood que Meryam Joobeur va dirigir, però presenta algunes diferències clau en la història, inclòs el gènere del personatge central.
Va entrar en desenvolupament l'any 2021, amb el títol provisional Motherhood. Joobeur va participar al Sundance Screenwriters' Lab del Festival de Cinema de Sundance de 2021, on va rebre el Sundance Institute/NHK Award de 10.000 dòlars per la producció de la pel·lícula.
El rodatge va començar l'any 2022 a Tunísia. El desembre de 2023, la pel·lícula guanya una subvenció de postproducció de 30.000 dòlars del programa Ateliers Atlas del Festival Internacional de Cinema de Marràqueix.

## Selecció
- 74è Festival Internacional de Cinema de Berlín : selecció oficial en competició
- XXXIX edició de la Mostra de València :  selecció oficial en competició